# Acquafilia
L'acquafilia ("amante dell'acqua" dal latino aqua e dal greco "φιλειν" philein) è una parafilia e una forma di feticismo sessuale che coinvolge le immagini di persone che nuotano, sono in posa nude o praticano attività sessuale sotto l'acqua o in acqua.
Il termine aquaphilia fu usato da Phil Bolton, quando nei primi anni 90 ha creato la rivista Aquaphiles Journal, una rivista online per gli appassionati del feticismo subacquea erotico.
Questa parafilia interessa principalmente gli uomini che provano eccitamento sessuale vedendo delle donne nuotare. L'attrazione inoltre coinvolge inoltre anche i luoghi ove è presente l'acqua, come piscine o bagni.